# Pomertstein

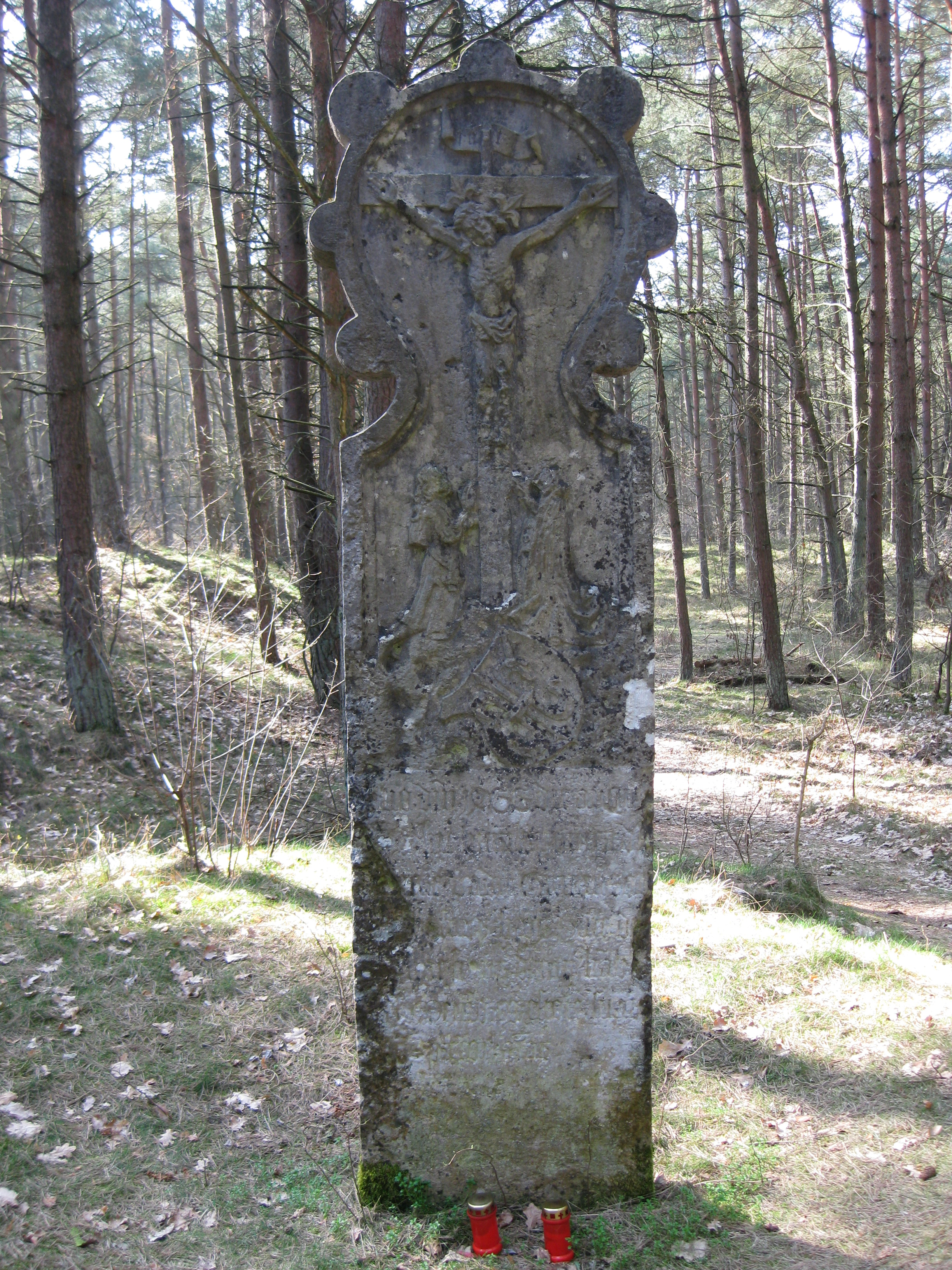
Der Pomertstein südlich Herrnburg

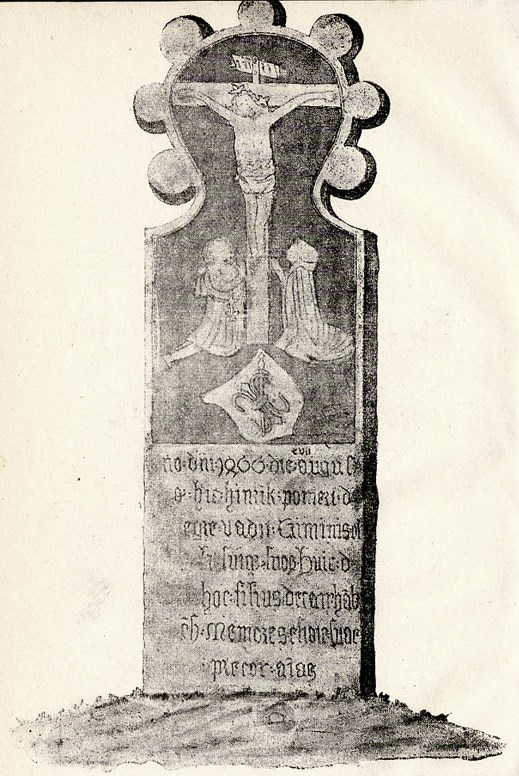
Pomerstein, Abzeichnung 1892

Der Pomertstein südlich des Lüdersdorfers Ortsteiles Herrnburg ist eines der spätgotischen Denkmale im Landkreis Nordwestmecklenburg. Möglicherweise als Sühnestein erinnert der mittelalterliche Steinwange heute noch an den hier zu Tode gekommenen Reisenden.

## Der Stein
Der Stein befindet sich südlich von Herrnburg im Forst rechts der Straße nach Schattin, dem mittelalterlichen Pilgerweg von Lübeck nach Wilsnack. Er ist aus gotländischem Kalkstein gefertigt und auf der Seite zur Straße hin als Relief bearbeitet. Das Bild zeigt eine Kreuzigungsszene. Unter dem Kreuz links der hier am 17. August 1466 auf Reisen zu Tode gekommene Hinrich Pomert, als Reisender oder Pilger durch die Reisetasche dargestellt. Daneben im Ornat eines Dekans vermutlich sein Sohn, der Hamburger Domdekan Pomert, der die Tafel der Inschrift zufolge für seinen hier verstorbenen Vater stiftete. Die Einzelheiten des Todesfalles sind nicht überliefert, auch nicht durch örtliche Sage. Unter dem Bild findet sich der erklärende lateinische Text in gotischen Minuskeln:

„Anno domini 1466 die xvii augusti obiit hic hinric pomert dum peregre vadit. Reminiscere obiter relictorum suique suorum. Huic dicavit hoc filius decanus hamburgensis. Memores estote suarum precor, animarum.“

„Im Jahre des Herrn 1466 am 17. August verstarb hier Hinrik Pomert während einer Reise. Wanderer, gedenkt seiner und seiner Hinterbliebenen. Ihm errichtete das sein Sohn, Dekan in Hamburg. Seid eingedenk, ich bitte, ihrer Seelen.“

Der Sohn, Heinrich Pomert, war Kleriker aus dem Bistum Lübeck, Domherr in Lübeck und zu dieser Zeit Domdekan am Hamburger Dom; er war vorher päpstlicher Kollektor und Sekretär des Kardinals Nikolaus von Kues gewesen.